# Calyptella pteridophytorum
Calyptella pteridophytorum är en svampart som beskrevs av Singer 1973. Calyptella pteridophytorum ingår i släktet Calyptella och familjen Marasmiaceae.   Inga underarter finns listade i Catalogue of Life.